# Oligopogon penicillatus
Oligopogon penicillatus är en tvåvingeart som beskrevs av Friedrich Hermann Loew 1858. Oligopogon penicillatus ingår i släktet Oligopogon och familjen rovflugor. Inga underarter finns listade i Catalogue of Life.